# Pamanzi
Pamanzi ili Petite Terre je otok u Indijskom oceanu koji se nalazi na sjevernom ulazu u Mozambički kanal. Ovaj otok koji je geografski dio Komorskog otočja zajedno s drugim otocima i otočićima, od kojih je najveći Mahoré ili Grande Terre, tvori francuski prekomorski posjed Mayotte. Pamanzi je drugi po veličini otok Mayottea, a upravno gledajući sastoji se od dvije općine: Dzaoudzi i Pamandzi. Na ovom otoku nalazi se međunarodna zračna luka. Pamanzi je povezan s glavnim gradom Mamoudzou na otoku Mahoré redovitom brodskom linijom.